# Amanda Tosoff
Amanda Tosoff (* 3. Dezember 1983 in White Rock) ist eine kanadische Jazzmusikerin (Piano, Komposition), die in Toronto lebt.

## Leben und Wirken
Tosoff wuchs in White Rock in einer musikalischen Familie auf und besuchte dort die Semiahmoo High School, deren Big-Band-Jazzprogramm David Proznick leitete. 2005 absolvierte sie in Jazz-Performance an der Capilano University bei Ross Taggart, Mike Allen, Chris Sigerson, Ihor Kukurudza und anderen. Dann absolvierte sie ihren Master an der University of Toronto. 2010 erhielt sie mit ihrem Quartett ein Vollstipendium für die Teilnahme am Banff Centre Winter Workshop, 2011 die Gelegenheit, mit einem Stipendium des Canada Council in New York City zu studieren.
Zu Tosoff Quartett gehörten zunächst Evan Arntzen (Tenor- und Sopransaxophon), Sean Cronin (Bass) und Morgan Childs (Schlagzeug); mit dieser Gruppe veröffentlichte sie auf dem Label Cellar Live die Alben Still Life (2006) und Wait and See (2008, zusätzlich mit Trompeter Brad Turner), denen in veränderter Besetzung weitere Alben auf ihrem eigenen Label folgten. Auf dem Album Words (2016) vertonte sie Lyrik, die die Sängerin Felicity Williams interpretierte. Mit Sängerin Caity Gyorgy folgte ihr Album Earth Voices, das sie mit Emilie-Claire Barlow vorstellte Mit Jodi Proznick gründete sie dann das Frauen-Septett The Ostara Project, das 2022 ein gleichnamiges Album vorlegte.
Weiterhin trat sie mit Musikern wie Ingrid Jensen, Jon Wikan, Phil Dwyer, Morgan Childs, Ian Hendrickson-Smith, Christine Jensen, Joel Miller, Steve Wallace und Campbell Ryga auf.

## Preise und Auszeichnungen
Tosoff erhielt Preise wie den CBC Galaxie Rising Star Award beim Vancouver International Jazz Festival 2007 und mit ihrem Quartett den General Motors Grand Prix de Jazz beim Festival International de Jazz de Montréal 2009. Ihr Album Words wurde 2017 für den Juno Award/Vocal Jazz Album of the Year nominiert, ebenso 2022 Earth Voices. 2023 wurde The Ostara Project für diesen Juno nominiert.